# Пекі
{{#ifeq:0|0|{{#if:|{{#if:Caryocarbrasiliense|[[]}}|}}}}
Пекі, пекія або горіх соарі (наукова назва: Caryocar brasiliense, порт. pequi) — дерево, що росте у Бразилії, та його плід.
Плід — фрукт, що має яскраво-жовтий колір та сильний смак і запах. Це дуже популярний продукт харчування в штатах Гояс і Мінас-Жерайс, та може споживатися або окремо, або у стравах. Пекі особливо популярний зготовлений разом з рисом та курячим м'ясом. Олія, витягнута з насіння пекі, також використовується у кулінарії.